# Bahnhof Schwetzingen
Der Bahnhof Schwetzingen ist ein Durchgangsbahnhof in der baden-württembergischen Großen Kreisstadt Schwetzingen, unweit der Schwetzinger Stadtmitte. Er liegt an Streckenkilometer 13,6 der von Mannheim über Hockenheim und Graben-Neudorf nach Karlsruhe führenden Bahnstrecke Mannheim–Karlsruhe. Weiterhin mündet nördlich des Bahnhofs eine fast ausschließlich für den Güterverkehr genutzte Strecke von Neu-Edingen/Mannheim-Friedrichsfeld in die Bahnstrecke Mannheim–Rastatt ein. Bis 1967 gab es mit der Bahnstrecke Heidelberg–Speyer von Schwetzingen aus direkte Verbindungen nach Heidelberg und Speyer. Von dieser Strecke existiert heute lediglich noch die Teilstrecke Schwetzingen–Industriegebiet Hockenheim-Talhaus für den Güterverkehr.
Der Bahnhof besitzt drei Bahnsteiggleise und wird ausschließlich von Nahverkehrszügen der Deutschen Bahn AG (DB) bedient. Seine Anschrift lautet Bahnhofsanlage 1–3.

## Geschichte
Mit der Eröffnung der Strecke Mannheim–Schwetzingen–Hockenheim–Waghäusel–Graben-Neudorf–Eggenstein–Karlsruhe der Bahnstrecke Mannheim–Karlsruhe am 4. August 1870 wurde der Bahnhof Schwetzingen eröffnet. Bauherrin der Strecke und des Bahnhofs waren die Großherzoglich Badischen Staatseisenbahnen.
Durch ein badisches Gesetz vom 2. Februar 1870, eine badische Konzession vom 3. April 1872 und ein bayerisch-badischer Staatsvertrag vom 23. November 1871 wurde am 17. Juli 1873 der Streckenabschnitt Heidelberg–Eppelheim–Plankstadt–Schwetzingen der am 10. Dezember desselben Jahres über die seit 1865 bestehende Schiffbrücke nach Speyer fertiggestellten Bahnstrecke Heidelberg–Speyer eröffnet. Bauherr und bis zur Verstaatlichung zum 1. Juli 1894 Eigentümer dieser Strecke war die Heidelberg-Speyer-Eisenbahn-Gesellschaft, Betreiber waren – wie bei der Bahnstrecke Mannheim–Rastatt – die Großherzoglich Badischen Staatseisenbahnen. Mit Eröffnung dieser Strecke wurde der Bahnhof Schwetzingen zu einem kleinen Eisenbahnknotenpunkt.
Am 1. Juni 1880 wurde die heute überwiegend im Güterverkehr befahrene Bahnstrecke Friedrichsfeld–Schwetzingen der Main-Neckar-Eisenbahngesellschaft (MNB) in Betrieb genommen. Dazu wurde der Bahnhof Schwetzingen seitens der Badischen Staatseisenbahnen (BadStB) ausgebaut und zwischen beiden Bahngesellschaften ein Vertrag über die gemeinsame Nutzung des Bahnhofs geschlossen, wofür die MNB den BadStB eine Vergütung zahlte.
Am 12. Dezember 1910 wurde eine Straßenbahnlinie von Schwetzingen nach Ketsch von der Rheinischen Schuckert-Gesellschaft eröffnet. In Schwetzingen existierte seit 1927 ein Gleisanschluss zur Straßenbahnlinie Schwetzingen–Plankstadt–Eppelheim–Heidelberg der Heidelberger Straßen- und Bergbahn (HSB). Wegen stark rückläufiger Fahrgastzahlen wurde die Bahn bereits am 31. März 1938 stillgelegt.
Die Bahnstrecke Heidelberg–Schwetzingen–Speyer wurde im Verlauf des Zweiten Weltkrieges am 13. Oktober 1941 bombardiert, aber nicht so schwer beschädigt, dass der Bahnverkehr hier unmöglich war. Die erst 1938 durch ein festes Brückenbauwerk ersetzte Speyerer Schiffbrücke wurde 1945 von sich zurückziehenden Truppen der deutschen Wehrmacht gesprengt. Nachdem der Abschnitt Oftersheim–Speyer aufgrund der Sprengung der Rheinbrücke gegen Ende des Zweiten Weltkrieges unterbrochen war, wurde dieser Abschnitt stillgelegt. 1967 endete auch der Verkehr zwischen Schwetzingen und Heidelberg. Lediglich eine kurze Stichstrecke vom Schwetzinger Bahnhof zum Industriegebiet Hockenheim-Talhaus blieb für den Güterverkehr erhalten. Dadurch büßte der Bahnhof auch seinen Status als Eisenbahnknotenpunkt ein.
In den 1950er Jahren wurde die Bahnstrecke Mannheim–Rastatt elektrifiziert.
Die zwischen 1927 und 1974 verkehrende Straßenbahnlinie Heidelberg–Eppelheim–Plankstadt–Schwetzingen der Heidelberger Straßen- und Bergbahn-Gesellschaft AG (HSB) verlief fahrgastfreundlich mitten durch die Ortschaften und stellte eine starke Konkurrenz für die Bahnstrecke Heidelberg–Schwetzingen–Speyer dar. Wegen zu geringer Nachfrage wurde der noch verbliebene Teil der Bahnlinie im Personen- und Güterverkehr am 1. Februar 1967 stillgelegt. Wenige Jahre später kam allerdings auch für die Straßenbahnlinie Heidelberg–Schwetzingen das Aus, da neben der finanziellen Situation der HSB auch die Konzessionen für diese Strecke ausliefen und zudem der Neubau der Eisenbahnüberführung in Schwetzingen anstand.
Von Februar bis Oktober 2017 wurden die Bahnsteige auf den S-Bahn-Standard erhöht und die Ausstattung entsprechend modernisiert. Hierbei wurde der bisher nicht barrierefreie Bahnsteigzugangstunnel mit Personenaufzügen ausgestattet. Der Umbau kostete etwa 5,2 Millionen Euro, wovon die Stadt, die außerdem die Planungskosten von 1,3 Millionen Euro übernahm, 1,3 Millionen Euro zahlte. Die Bahnsteige des Bahnhofs Schwetzingen wurden dabei auf 76 Zentimeter erhöht, um einen ebenerdigen Einstieg in die dann hier verkehrenden S-Bahnen zu ermöglichen. Ebenfalls wurden die Bahnsteige auf eine einheitliche Länge von mindestens 140 Metern gebracht. Der Umbau wurde im Oktober 2017 abgeschlossen.
Seit Dezember 2019 existieren Direktverbindungen von Schwetzingen nach Frankfurt Hbf. Dazu wurde die Regionalbahnlinie RB67 Frankfurt–Neu-Edingen/Friedrichsfeld alle zwei Stunden nach Schwetzingen verlängert. Ein Jahr später wurden diese Züge zu einem Stundentakt verdichtet und teilweise bis nach Hockenheim verlängert.

## Empfangsgebäude
Das recht stattliche Empfangsgebäude des Schwetzinger Bahnhofs beherbergt mehrere Büros. Ein seit 2008 vorhandener Zeitschriftenladen der Eckert-Gruppe wurde im Sommer 2014 geschlossen; als Hauptgrund gilt die gesunkene Rentabilität aufgrund der Eröffnung einer nahegelegenen Kaufland-Filiale im Jahre 2010. 2007 wurde das 1876 erbaute Bahnhofsgebäude, dessen Fassade unter Denkmalschutz steht, von der Firma iib aufgekauft und in der Folgezeit kernsaniert. Das DB-Reisezentrum wurde im Dezember 2020 geschlossen.

## Gleisanlagen
Der Bahnhof Schwetzingen besitzt drei Bahnsteiggleise an einem Haus- und einem Inselbahnsteig. Während die Gleise 1 und 2 von Zügen der Bahnstrecke Mannheim–Rastatt genutzt werden, wird Gleis 5 bzw. 55 von Zügen von und nach Neu-Edingen/Friedrichsfeld sowie für Überholungen langsamerer Züge beziehungsweise außerplanmäßig hier endender Züge genutzt. Der Mittelbahnsteig zwischen den Gleisen 2 und 55 kann nur durch die 6,0 m breite Personenunterführung in Bahnkilometer 13,515 erreicht werden, welche am Empfangsgebäude beginnt. Sie ist durch eine Kameraanlage der Stadt Schwetzingen videoüberwacht, deren Anschlusskasten sich am Empfangsgebäude unterhalb des Bahnsteigdaches befindet. Die südlichen Treppenzugänge der Unterführung wurden bei der Modernisierung der Verkehrsstation im Jahr 2017 durch Personenaufzüge ersetzt, um die Barrierefreiheit des Mittelbahnsteiges herzustellen.
Bei beiden Bahnsteigen ist der erneuerte Teil im Süden durch eine etwa 5 m lange Übergangsrampe mit einer Neigung von 2,2 % an den alten 38 cm hohen Teil angeschlossen und lediglich am Mittelbahnsteig dieser um 84 m eingekürzt worden, so dass jeweils eine Gesamtlänge von 300 m erhalten blieb, wodurch weiterhin im Rahmen von Umleitungskonzepten Intercity-Halte möglich sind.
Das rund 150 m lange Bahnsteigdach des Mittelbahnsteiges ist denkmalgeschützt. Seine gusseisernen Dachstützen sind in Gleislängsrichtung etwa 7,50 m auseinander, in Gleisquerrichtung zwischen 4,80 m im nördlichen Bereich und 6,15 m; im Bereich des Treppenabgangs, wo die Stützen auf den Treppenwangen gegründet sind, sind sie in Längsrichtung ca. 7,70 m und in Querrichtung ca. 4,35 m auseinander.
Neben Gleis 55 liegen noch die sieben bahnsteiglosen Gleise 8 bis 14, welche vom Güterverkehr benutzt werden.
| Gleis | Nutzbare Länge | Bahnsteighöhe | Aktuelle Nutzung                        |
| ----- | -------------- | ------------- | --------------------------------------- |
| 1     | 210 m          | 76 cm         | Züge in Richtung Hockenheim/Karlsruhe   |
| 2     | 210 m          | 76 cm         | Züge in Richtung Mannheim/Groß-Rohrheim |
| 5     | 210 m          | 76 cm         | Züge in Richtung Neu-Edingen            |

## Verkehr

### Personenverkehr
Bis Dezember 2020 bedienten Regionalbahnen der Linie RB 2 ((Biblis–)Mannheim Hbf–Karlsruhe Hbf) den Bahnhof. Seitdem wird die Station im Halbstundentakt von S-Bahnen der Linie S 9 (Groß-Rohrheim–Mannheim Hbf–Karlsruhe Hbf) der S-Bahn Rhein-Neckar angefahren, wobei jeder zweite Zug in Richtung Karlsruhe bereits in Graben-Neudorf endet. In den werktäglichen Hauptverkehrszeiten wird dieser Takt teils sogar auf einen Viertelstundentakt verdichtet und durch Regional-Express-Züge zwischen Mannheim und Karlsruhe, die zumindest in Graben-Neudorf, Waghäusel, Hockenheim, Oftersheim und Schwetzingen halten und seit Dezember 2020 unter der Linienbezeichnung „RE 9“ verkehren, ergänzt. Im Zweistundentakt fahren seit dem Fahrplanwechsel 2019/2020 im Dezember 2019 Regionalbahnen der Linie RB 67 nach Frankfurt (Main) und stellen damit eine direkte Verbindung in die Region Rhein/Main her. Zum Fahrplanwechsel 2020/2021 im Dezember 2020 wurden diese Züge zu einem Stundentakt verdichtet und teilweise bis Hockenheim verlängert.
| Zuggattung | Streckenverlauf | Taktfrequenz                                                      |
| ---------- | --- | ----------------------------------------------------------------- |
| S 9        | Karlsruhe Hbf – Karlsruhe-Hagsfeld – Blankenloch – Friedrichstal (Baden) – Graben-Neudorf – Wiesental – Waghäusel – Neulußheim – Hockenheim – Oftersheim – Schwetzingen – Mannheim-Rheinau – Mannheim-Neckarau – Mannheim Hbf – Mannheim-Handelshafen – Mannheim-Neckarstadt – Mannheim-Luzenberg – Mannheim-Waldhof – Lampertheim – Bürstadt – Bobstadt – Biblis – Groß Rohrheim Stand: Fahrplanwechsel Dezember 2021 | 60 min 30 min (Karlsruhe–Graben zur HVZ) 30 min (Graben–Mannheim) |
| RE 9       | Karlsruhe Hbf – Graben-Neudorf – Waghäusel – Hockenheim – Schwetzingen – Mannheim Hbf | einzelne Züge in der Hauptverkehrszeit                            |
| RB 67      | Main-Neckar-Bahn: Frankfurt (Main) Hbf – Langen (Hess) – Darmstadt Hbf – Darmstadt Süd – Darmstadt-Eberstadt – Bickenbach (Bergstr) – Hähnlein-Alsbach – Zwingenberg (Bergstr) – Bensheim-Auerbach – Bensheim – Heppenheim (Bergstr) – Laudenbach (Bergstr) – Hemsbach – Weinheim (Bergstr) Hbf – Weinheim-Lützelsachsen – Heddesheim/Hirschberg – Ladenburg – Neu-Edingen/Friedrichsfeld – (Mannheim-Seckenheim – Mannheim ARENA/Maimarkt – Mannheim Hbf) (einzelne Züge in Tagesrandlage) / Schwetzingen (– Hockenheim) (HVZ) Flügelung in Neu-Edingen/Friedrichsfeld. Zugteil nach Heidelberg als RB 68. Stand: Fahrplanwechsel Dezember 2021 | 60 min                                                            |

### Anbindung an den städtischen Nahverkehr
Von 1910 bis 1938 verkehrte die Straßenbahn Schwetzingen–Ketsch. Zwischen 1927 und 1974 endete außerdem die Straßenbahnlinie Heidelberg–Eppelheim–Plankstadt–Schwetzingen der HSB in Schwetzingen. Heute führen Buslinien des Busverkehr Rhein-Neckar (BRN) in die Nachbargemeinden und die Städte Mannheim und Heidelberg, welche alle am Busbahnhof vor dem Bahnhof Schwetzingen halten. Zusätzlich verkehrt seit Dezember 2021 stündlich eine auf die S-Bahn-Fahrzeiten abgestimmte Regiobuslinie zum Bahnhof Wiesloch-Walldorf.
Schwetzingen gehört zum Tarifgebiet des Verkehrsverbundes Rhein-Neckar (VRN). Innerhalb der Stadt gilt ein Sondertarif: Seit Jahresbeginn 2002 kostet die Einzelfahrt für Erwachsene im Schwetzinger Stadtbus 50 Cent, Kinder zahlen lediglich 25 Cent.

## Zukunft
Die Einbindung der Linie RB 2 Mannheim–Karlsruhe in das Netz der S-Bahn Rhein-Neckar als Linie S 9 erfolgte im Dezember 2020.
Auf Schwetzinger Stadtgebiet wurde zum Fahrplanwechsel im Dezember 2022 die S-Bahn-Station Hirschacker in Betrieb genommen.
Der S-Bahn-Haltepunkt Schwetzingen Nord ist seit Ende 2023 im Bau.